# Touaho
Touaho, parfois orthographié Touhaho, est une commune rurale située dans le département de Houndé de la province de Tuy dans la région des Hauts-Bassins au Burkina Faso.

## Géographie
Touaho se trouve à 3 km au nord-est de Siéni et à 4 km au nord-ouest de Kiéré.

## Santé et éducation
Le centre de soins le plus proche de Touaho est le centre de santé et de promotion sociale (CSPS) de Kiéré.